# Моррас, Шарль
Шарль (Ка́рл) Мари́я Фо́тий Моррас (фр. Charles-Marie-Photius Maurras; 20 апреля 1868, Мартиг, Буш-дю-Рон — 16 ноября 1952, Тур) — французский публицист, критик, поэт. Член Французской Академии (1938—1945, лишён звания по решению Лионского суда как «предатель родины»). Организатор и главный идеолог «Аксьон Франсэз» («Французское действие») — монархистского, антипарламентского и контрреволюционного политического движения. Моррас также придерживался антикоммунистических, антимасонских, антипротестантских и антисемитских взглядов, при этом резко критикуя нацизм, называя его «глупостью». Его идеи сильно повлияли на национал-католицизм и интегральный национализм, во главе с его принципом, что «истинный националист ставит свою страну превыше всего».
Воспитанный католиком, Моррас в юности оглох и стал агностиком, но оставался антисекуляристом и политически поддерживал церковь. Орлеанист, он начал свою карьеру с литературной критики и стал политически активным как ведущий антидрейфусар. В 1926 году Папа Пий XI издал осуждение «Аксьон Франсэз», отменённое Папой Пием XII в 1939 году.
Как политический теоретик и крупный правый интеллектуал Европы XX века, Моррас оказал значительное влияние на правые и крайне правые идеологии, предвосхитив некоторые идеи фашизма. Его называют важнейшим французским консервативным интеллектуалом, и он оказал непосредственное влияние на большое количество политиков, теоретиков и писателей как левого, так и правого толка. По сей день личность Морраса остаётся спорной. Критики раскритиковали его антисемитские взгляды и поддержку Виши, назвав его «фашистской иконой». И наоборот, такие сторонники, как Жорж Помпиду, хвалили его как пророка. Другие, в том числе Эммануэль Макрон, придерживались более тонкого подхода. Макрон заявлял: «Я борюсь со всеми антисемитскими идеями Морраса, но считаю абсурдным говорить, что Моррас больше не должен существовать».

## Биография

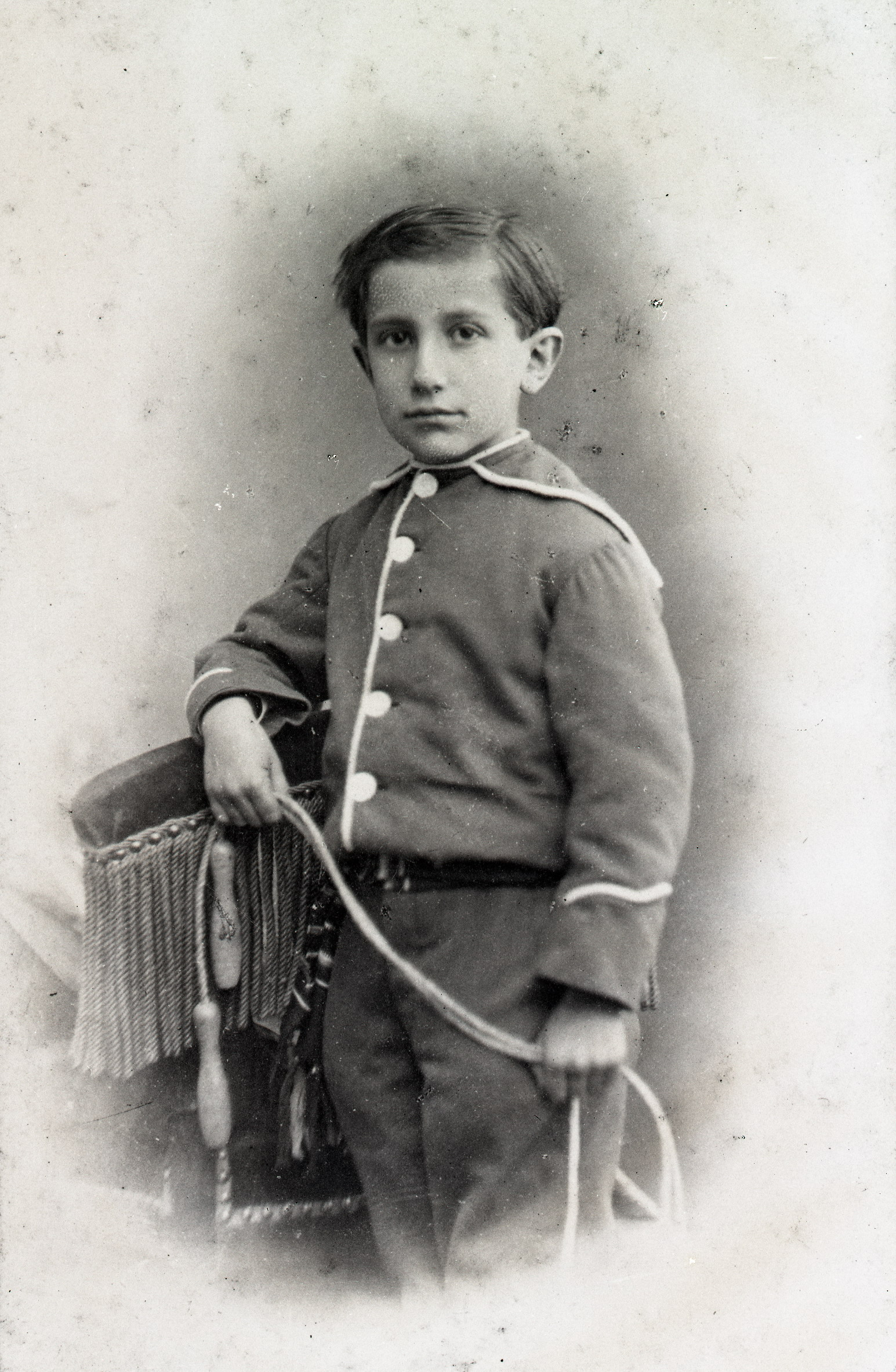
Шарль Моррас в 1877 году.

Родился в Провансе в семье Жана Аристида Морраса (1811–1874), сборщика налогов с либеральными убеждениями, и Мари-Пелажи Гарнье (1836–1922), ревностной католички. За несколько месяцев до рождения Шарля они потеряли первого сына Ромена, двухлетнего возраста. Пару ценили за помощь, которую они оказывали беднейшим слоям населения. Из-за ранней смерти отца воспитывался матерью и бабушкой в традиционалистской среде.
В четырнадцать лет Моррас оглох, что привело его к потере веры. Моррас учился в католическом коллеже Экс-ан-Прованса. Приехав подростком в Париж, он посвятил себя изучению греко-латинских гуманитарных наук на факультете литературы Парижского университета; в семнадцать лет он опубликовал свою первую статью в «Анналах христианской философии». Затем он писал различных обзоры для L'Evénement, La Revue bleue, La Gazette de France и La Revue encyclopédique. Там он отстаивал классическую концепцию «истинной» французской мысли против иррациональных крайностей романтизма, который он считал формой декаданса.
В годы, предшествовавшие началу его политической деятельности, Моррас активно изучал философию и занимался журналистской деятельностью. Так, с 1887 года он писал для ежедневной католической и орлеанистской газете L'Observateur français, в 1888 году став её секретарём. Всего Моррас для написал для газеты сто семьдесят четыре статьи. В том же 1888 году Моррас присоединился к движению фелибров, возрождающему литературу на окситанском языке.
Как и на многих других французских политиков, на него сильно повлияло поражение Франции во франко-прусской войне. После Парижской Коммуны 1871 года и поражения правительства морального порядка маршала Патриса де Мак-Магона в 1879 году французское общество постепенно нашло про-республиканский консенсус, символом которого стало сплочение орлеанистов на стороне Республики. В 1887 году девятнадцатилетний Шарль Моррас впервые участвует в политической демонстрации против торговли военными наградами, в которой был замешан зять президента Жюля Греви, республиканца и противника реставрации монархии. Однако он первоначально выступал против крайне правых буланжистов, но уже в 1889 году проголосовал за буланжистского кандидата в президенты Альфреда Наке еврейского происхождения.
Политическую карьеру Моррас начал во время дела Дрейфуса. Заняв анти-дрейфусарскую позицию, он считал, что защита Дрейфуса ослабляет армию и систему правосудия, а Дрейфуса должны были принести в жертву на алтаре национальных интересов. В отличие от сторонников псевдонаучных расистских теорий, Моррас осуждал «научный расизм» в пользу более радикального «государственного антисемитизма». Моррас участвовал в основании националистической и антидрейфусарской Лиги французского отечества в конце 1898 года вместе с писателем Морисом Барресом, поэтом Франсуа Коппе и профессором литературы Франсуа Леметром.
В 1899 году Моррас присоединился к монархической группе «Аксьон Франсэз» («Французское действие»), вместе с Леоном Доде редактируя её газету. Быстро став главным идеологом движения, Моррас направил его в русло реакции и интегрального национализма, смещая националистическую идеологию, ранее поддерживаемую левыми республиканцами, вправо. Между 1905 и 1908 годами, когда была создана монархическая лига «Королевские газетчики», Моррас представил концепцию политического активизма через внепарламентские лиги, теоретизируя возможность государственного переворота. В 1905 году Моррас также основал Лигу французского действия, миссия которой заключалась в наборе членов для «Аксьон Франсэз». Члены обязались бороться с республиканским режимом и поддержать восстановление монархии при принце Филиппе Орлеанском.
Будучи противником республики и парламентаризма, Моррас выступал за необходимость реставрации непарламентской, но децентрализованной монархии на основе традиционных провинций Старого порядка, а не воплощавших республиканский унитаризм департаментов. В работе 1898 года «Идея децентрализации» Моррас критиковал идею того, что централизация гарантирует стабильность и политическую эффективность: несмотря на централизацию, Франция в XIX веке пережила пять смен режима и была разгромлена в 1870 году конфедеративной Германией.
Моррас поддержал вступление Франции в Первую мировую войну. Во время войны бизнесмен Эмиль Ульман еврейского происхождения был вынужден выйти из совета директоров банка Comptoir d'Escompte после того, как Моррас обвинил его в том, что он немецкий агент. Затем он раскритиковал Версальский договор за недостаточную суровость по отношению к немцам и осудил политику сотрудничества Аристида Бриана с Германией.
В 1936 году Моррас был приговорен к восьми месяцам заключения в Ла-Санте после того, как угрожал смертью политику-социалисту Леону Блюму. Находясь в тюрьме, он получил поддержку матери Агнессы Иисуса (старшей сестры Терезы из Лизье), Анри Бордо, Пия XI и до 60 000 сочувствующих граждан. Во время Второй мировой войны Моррас поддерживал коллаборационистский режим Виши, полагая, что Свободной Францией манипулирует Советский Союз. За это время он написал много антисемитских статей, хотя и выступал против депортации евреев Виши в нацистские концентрационные лагеря. Он объяснил свою поддержку Виши, писав: «Как роялист, я никогда не упускал из виду необходимость монархии. Но чтобы возвести на престол королевского наследника, наследие должно было быть спасено». Обвинен в пособничестве врагу. По итогам политического процесса он был признан виновным в подстрекательстве к убийству, получив Indignité nationale и приговорен к пожизненному заключению. В 1951 году по болезни он был переведен в больницу, а затем получил медицинское помилование. В свои последние дни Моррас вернулся в католицизм.
Моррас являлся одним из представителей того воинствующего национализма, который во Франции перед войной провозгласил лозунг национального ренессанса. Во французской литературе это течение было представлено так называемой «романской школой», её реакционными теориями, свидетельствовавшими о кризисе капитализма и буржуазной демократии, о разочаровании в парламентаризме и науке, которой противопоставлялась религия. 
Моррас проповедовал благодетельность наследственной монархии и католицизма как организации (хотя сам был агностиком), утверждая превосходство «латинской расы» над другими народами по классическому XVII века значению этого слова, а не в современном смысле.

## Сочинения
- Будущее интеллигенции / [Пер. с фр. А. М. Руткевич]. — М. : Праксис, 2003. — 156, [1] с. — (Идеологии). — ISBN 5-901574-32-X